# Partido judicial de Barcelona
El Partido judicial de Barcelona es uno de los 49 partidos judiciales en los que se divide la Comunidad Autónoma de Cataluña, siendo el partido judicial n.º 11 de la provincia de Barcelona.

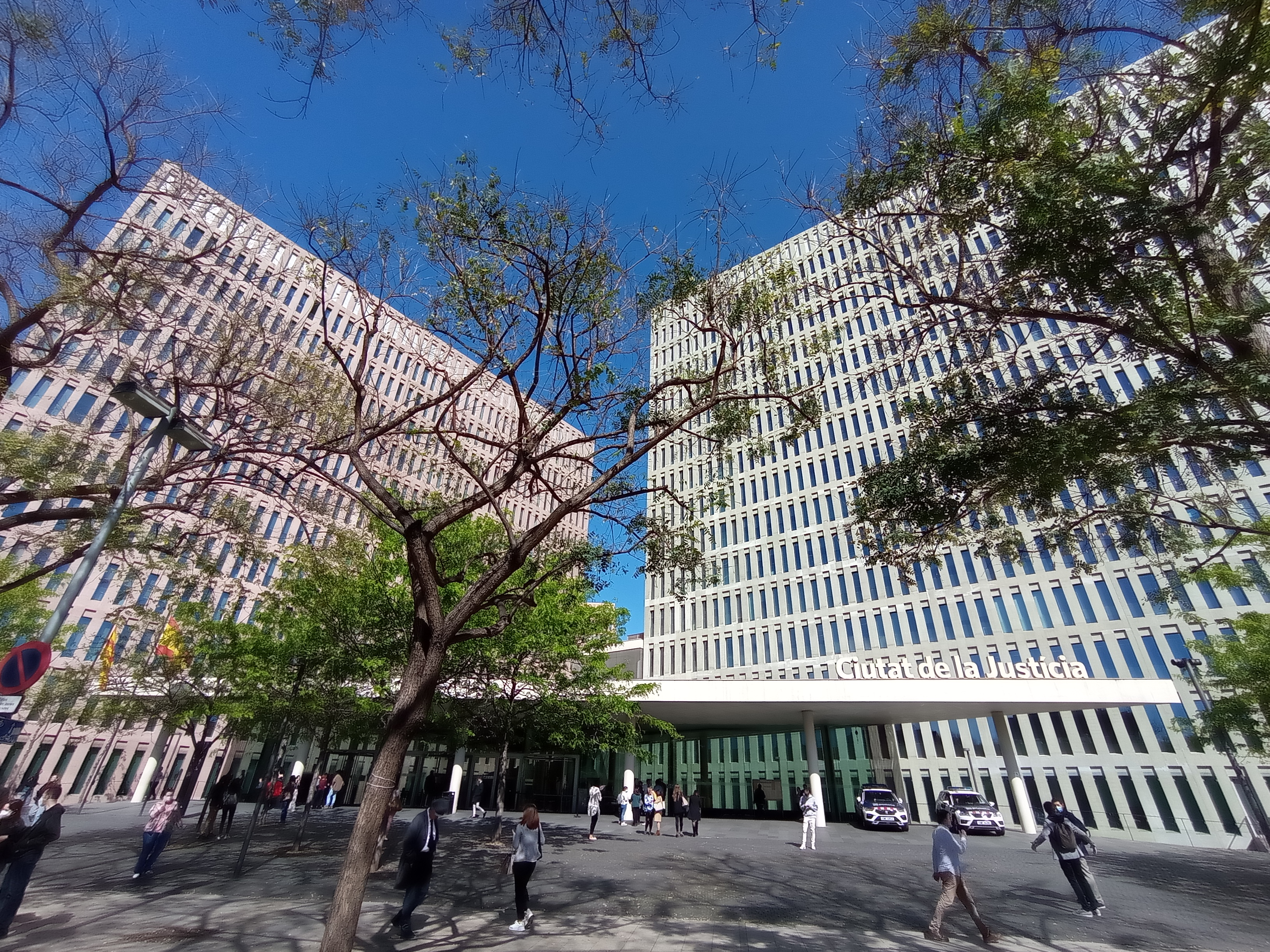
Ciudad de la Justicia de Barcelona y Hospitalet de Llobregat

El ámbito territorial, que viene regulado por el Real Decreto 529/1983, de 9 de marzo, comprende únicamente la localidad de Barcelona.
La cabeza de partido y, por tanto, sede de las instituciones judiciales, es Barcelona. Cuenta actualmente con 205 Juzgados, que se dividen de la siguiente manera: 62 de Primera Instancia, 33 de Instrucción, 35 de Social, 17 de Contencioso Administrativo, 12 de Mercantil, 5 de Violencia sobre la Mujer, 29 de Penal, 6 de Vigilancia Penitenciaria y 6 de Menores. También cuenta con un Juzgado Decano y tres Servicios Comunes, de Civil, Penal y Social.
Barcelona es la sede de Audiencia Provincial de Barcelona, aunque su ámbito es el de toda la provincia, por lo que trasciende el propio partido judicial de la localidad. De igual manera, es sede del Tribunal Superior de Justicia de Cataluña, cuyo ámbito es la comunidad autónoma. También alberga la Gerencia Territorial de Justicia, que actúa como delegación del Ministerio de Justicia. Asimismo, es sede de la Fiscalía provincial y la de la comunidad autónoma. Por otro lado, Barcelona cuenta con un Registro Civil y con el Instituto de Medicina Legal y Ciencias Forenses de Cataluña.
La sede de los órganos judiciales de Barcelona se encuentra en la Ciudad de la Justicia de Barcelona y Hospitalet de Llobregat, que acoge asimismo los juzgados de la localidad vecina de Hospitalet de Llobregat.